# Leopoldo Maggi
Leopoldo Maggi (Rancio Valcuvia, 15 maggio 1840 – Pavia, 7 marzo 1905) è stato un biologo, zoologo e geologo italiano.

## Biografia
Terminò i suoi studi all'Università di Pavia. Nel 1863, conseguì una duplice laurea: in Scienze Naturali e in Medicina e Chirurgia, poi divenne il primo assistente di Paolo Panceri (1833-1877), maestro di vari altri eccezionali zoologi italiani della fine del XIX secolo, e di Giuseppe Balsamo Crivelli. Nel 1864, fu nominato docente di Mineralogia e Geologia a Pavia, dove dal 1874 occupò la cattedra di Zoologia e Anatomia Comparata. Quando Zoologia divenne un corso indipendente, nel 1875 occupò la cattedra di Anatomia Comparata e Fisiologia fino alla sua morte.
Per anni si dedicò allo studio della biologia, in particolare dell'anatomia comparata, ma anche della Mineralogia, Osteologia, Paletnologia, Frenologia e Protistologia.
Fu il primo italiano a prestare attenzione allo studio dei Protozoa e i suoi studi al riguardo e sulla Protistologia hanno un'importanza notevole, seppur condizionati dalla teoria della generazione spontanea, dalla Monera e dall'adesione alle dottrine di Ernst Haeckel. Le teorie di Haeckel e Maggi persero valore nel XX secolo.
Gli studi di Leopoldo Maggi, dapprima molto descrittivi sulla base della scoperta di numerosi taxa, ebbero una rapida evoluzione in ambito medico e si svilupparono poi sulla batteriologia. Notevole anche la sua ricerca sul cranio, condotta con indirizzo comparativo e evolutivo. Molte delle sue interpretazioni sono ormai obsolete, ma la parte descrittiva resta valida.

## Opere
- A proposito dei protisti cholerigeni (1885);
- I piccoli benefattori dell’umanità (1886);
- I microbi vantaggiosi per l’uomo (1888);
- Intorno alla determinazione della specie batteriche secondo Pflugge;
- Nuovi orizzonti della protistologia medica (1884);
- Catalogo delle rocce della Valcuvia, in Atti della Società italiana di scienze naturali, XXI (1879), pp. 858–876;
- Cenni sulla costituzione geologica del territorio di Varese, in G.C. Bizzozzero, Varese e il suo territorio, Varese 1874, pp. 9–46;
- Di alcune soluzioni di coltura e loro sterilizzazione, ibid., XIX (1886), pp. 850–855;
- Gl'invisibili del Varesotto, in Boll. scientifico, III (1881), 3, pp. 91–95;
- Le idee dell'Haeckel intorno alla morfologia dell'anima, in Riv. di filosofia scientifica, I (1882), 4, pp. 436–445;
- L'Istituto di anatomia e fisiologia comparate e di protistologia della R. Università di Pavia, in Boll. scientifico, XXI (1899), pp. 120–127;
- Protistologia (1882), U. Hoepli, Milano;
- Sulla distinzione morfologica degli organi negli animali, in Rendiconti del R. Ist. lombardo di scienze e lettere, s. 2, XVIII (1885), pp. 481–491;
- Sull'analisi protistologica delle acque potabili, ibid., XIV (1881), pp. 621–626;
- Sull'esistenza dell'uomo in epoca terziaria, in Rendiconti del R. Ist. lombardo di scienze e lettere, s. 2, III (1870) pp. 223–230;
- Sull'influenza delle alte temperature nello sviluppo dei microbi, in Boll. scientifico, VI (1884), 3-4, pp. 77–115;
- Tecnica Protistologica (1895), U. Hoepli, Milano.